# Somatidia terrestris
Somatidia terrestris là một loài bọ cánh cứng trong họ Cerambycidae.